# Alessandro Adelasio
Alessandro Adelasio C.R.L. (Alessandro Adezario) (Bergamo, 11. lipnja 1631. – Poreč, kolovoza 1711.), porečki biskup.

## Životopis
Rodio se je u Bergamu 1631. godine. Za svećenika se je zaredio 19. prosinca 1654.
Nakon svršenih teoloških studija obnašao je u Rimu službu sveučilišnog magistra teologije i kanonika lateranske bazilike (do 1. srpnja 1671.). U biskupskoj službi (1671. – 1711., 1. srpnja 1671. postavljen, a 19. srpnja 1671. zaređen za biskupa) kao crkveni pravnik dosljedno je sprovodio tridentsku obnovu. Za biskupa ga je posvetio biskup cenedske biskupije Pietro Leoni.
Obnovio je Eufrazijevu baziliku i biskupski dvor, otvorio sjemenište i utemeljio zalagaonicu. Održao je dijecezansku sinodu 1675. u Vrsaru i iste godine objavio u Mletcima sinodske odluke sažete u 24 poglavlja (Sinodo Diocesano di Monsignor Illustrissimo e Reverendissimo Adelasio Per la Iddio gratia e della S. Sede Apostolica Vescovo di Parenzo, Conte e Sig. d’Orsera). U Tajnom vatikanskom arhivu čuva se deset njegovih relacija o stanju u biskupiji, a u Biskupijskom arhivu u Poreču isto toliko knjiga s dragocjenim podatcima upisanim prigodom mnogobrojnih kanonskih pohoda župa u mletačkom i austrijskom dijelu biskupije. U hrvatskim je župama preporučivao svećenicima uredno održavanje i uporabu u bogoslužju hrvatskih liturgijskih knjiga, t.zv. šćaveta.
Umro je kolovoza 1711. godine. Na mjestu porečkog biskupa naslijedio ga je Antonio Vaira 2. ožujka 1712. godine.